# Municipio de Dusheti
El municipio de Dusheti (en georgiano: დუშეთის მუნიციპალიტეტი) es un municipio al norte de Georgia perteneciente a la región de Mtsjeta-Mtianeti. El área total del municipio es 2.981,5 kilómetros cuadrados y su centro administrativo es Dusheti. La población era 25.659 según el censo de 2014.

## Política
La asamblea municipal de Dusheti (en georgiano: დუშეთის საკრებულო) es un órgano representativo en el municipio de Dusheti, que consta de 33 miembros que se eligen cada cuatro años. La última elección se llevó a cabo en octubre de 2021. Melkon Makarian del Sueño Georgiano (SG) fue elegido alcalde en las últimas elecciones.
| Partido político | Partido político                    | 2017 | 2021 |
| ---------------- | ----------------------------------- | ---- | ---- |
|                  | Sueño Georgiano                     | 24   | 23   |
|                  | Movimiento Nacional Unido           | 2    | 5    |
|                  | Para Georgia                        |      | 2    |
|                  | Lelo para Georgia                   |      | 1    |
|                  | Partido Laborista Georgiano         | 2    | 1    |
|                  | Alianza de los Patriotas de Georgia | 4    | 1    |
|                  | Georgia Europea                     | 1    |      |
|                  | Independiente                       | 1    |      |
| Total            | Total                               | 34   | 33   |

## División administrativa
El municipio consta de 1 kalaki o ciudad, Dusheti, dos asentamientos urbanos o dabas en Pasanauri y Zhinvali, y 64 pueblos (sopeli).
Los temi o consejos de pueblos son: Ananuri, Bazaleti, Chartali, Chonkadzi, Choporti, Gremishevi, Gudamakari, Jeoba, Jevsureti, Kvesheti, Lapanaantkari, Magaroskari, Mchadijvri, Shatili, Shinvali, Ukanapshavi.

## Demografía
La población del municipio de Dusheti ha disminuido desde 1989, con una pérdida de población del 41%.
| Población del municipio de Dusheti                                     | Población del municipio de Dusheti | Población del municipio de Dusheti | Población del municipio de Dusheti | Población del municipio de Dusheti | Población del municipio de Dusheti | Población del municipio de Dusheti | Población del municipio de Dusheti | Población del municipio de Dusheti | Población del municipio de Dusheti | Población del municipio de Dusheti | Población del municipio de Dusheti |
|                                                                        | 1897                               | 1922                               | 1926                               | 1939                               | 1959                               | 1970                               | 1979                               | 1989                               | 2002                               | 2014                               | 2022                               |
| ---------------------------------------------------------------------- | ---------------------------------- | ---------------------------------- | ---------------------------------- | ---------------------------------- | ---------------------------------- | ---------------------------------- | ---------------------------------- | ---------------------------------- | ---------------------------------- | ---------------------------------- | ---------------------------------- |
| Municipio de Dusheti                                                   | -                                  | -                                  | -                                  | 44 563                             | 37 778                             | -                                  | -                                  | -                                  | 33 636                             | 25 659                             | -                                  |
| Ciudad de Dusheti                                                      | 2566                               | -                                  | -                                  | 3717                               | 5444                               | 4993                               | 7424                               | 8483                               | 7315                               | 6167                               | 6837                               |
| Datos: Estadística de población de Georgia desde 1897 hasta hoy. Nota: |                                    |                                    |                                    |                                    |                                    |                                    |                                    |                                    |                                    |                                    |                                    |

La población está compuesta por un 97% de georgianos, aunque históricamente ha habido una pequeña minoría destacada de osetios.
|                   | 1939      | 1939       | 1959      | 1959       | 2014      | 2014       |
| Grupo étnico      | Población | Porcentaje | Población | Porcentaje | Población | Porcentaje |
| ----------------- | --------- | ---------- | --------- | ---------- | --------- | ---------- |
| Georgianos        | 38 476    | 86,3%      | 34 023    | 90,1%      | 24 946    | 97,22%     |
| Rusos             | 817       | 1,8%       | 522       | 1,4%       | 39        | 0,15%      |
| Ucranianos        | 817       | 1,8%       | 94        | 0,3%       | 17        | 0,06%      |
| Osetios           | 4606      | 10,3%      | 2787      | 7,4%       | 609       | 2,37%      |
| Armenios          | 525       | 1,2%       | 256       | 0,7%       | 18        | 0,17%      |
| Griegos           | 62        | 0,1%       | 14        | 0,1%       | 10        | 0,04%      |
| Azeríes           | -         | -          | 13        | 0,1%       | 3         | 0,01%      |
| Abjasios          | -         | -          | -         | -          | 2         | 0,01%      |
| Judíos            | 6         | 0,1%       | 6         | 0,1%       | 1         | 0,01%      |
| Asirios           | 2         | 0,1%       | -         | -          | 1         | 0,01%      |
| Chechenos y kists | -         | -          | -         | -          | 1         | 0,01%      |
| Kurdos            | 5         | 0,1%       | 1         | 0,1%       | -         | -          |
| Lezguinos         | 15        | 0,1%       | -         | -          | -         | -          |
| Alemanes          | 4         | 0,1%       | -         | -          | -         | -          |
| Total             | 44 563    | 100%       | 37 778    | 100%       | 25 659    | 100%       |

## Galería

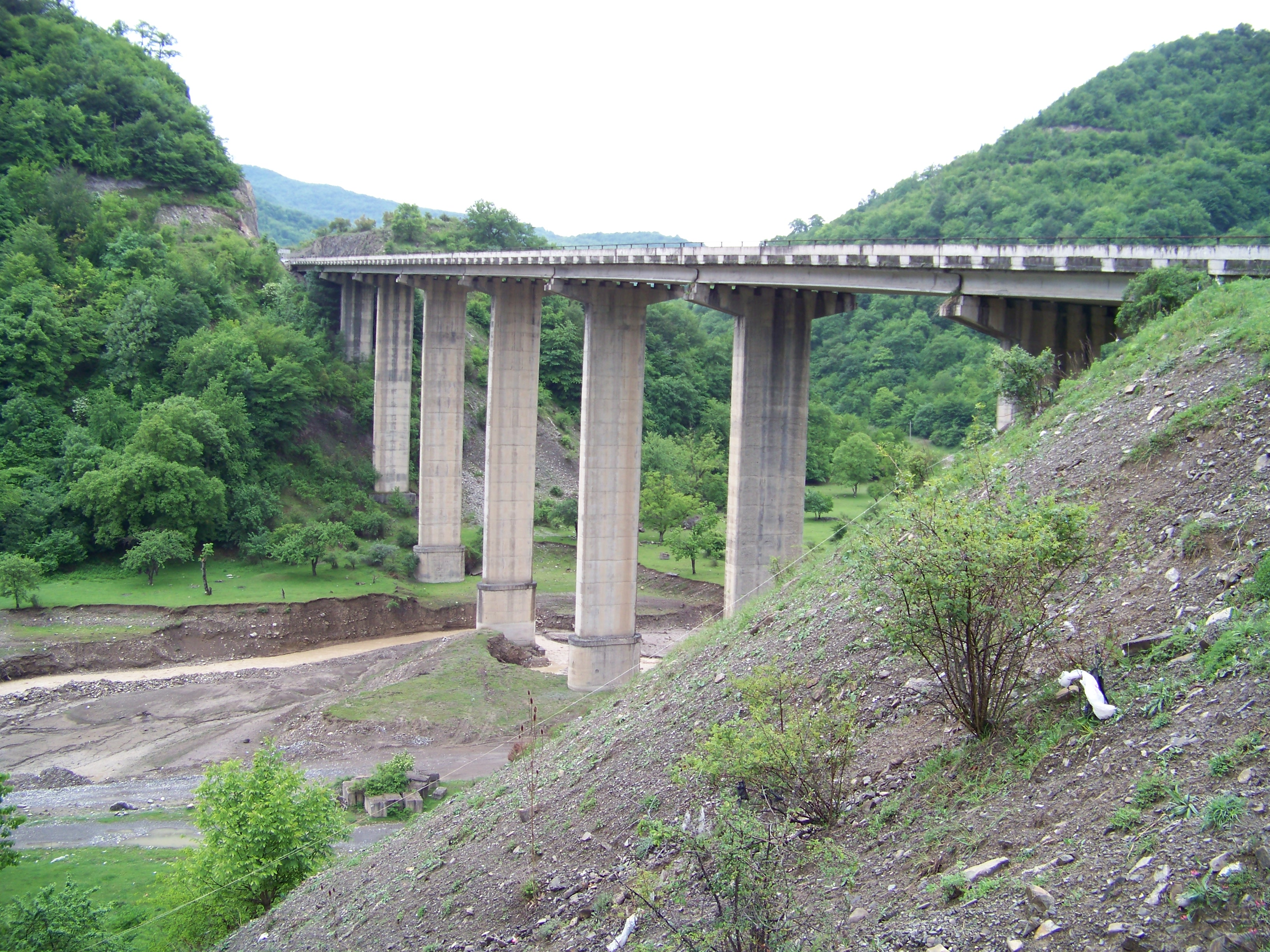
Viaducto en Ananuri